# 番邑
番邑，春秋时期楚国地名，主要指赣东北一带，中心地域在今江西省鄱阳县。
据清康熙《鄱阳县志》载: 南接豫章(今南昌),东接楚东姑蔑(今浙江衢县),北岸(今安徽鹊头镇).东北鸠兹(今莞湖市东 )，西南艾( 今江西修水)，西北满(今安徽霍山东北)。:47
此地是今江西省区域内有记载早开发的地方之一。
番本为楚邑，春秋晚期（前504）被吴攻占。:14
- 自夏至周称番邑。周时，番邑为楚东境。[1]:47

- 春秋为楚番邑[4]
- 前504年( 东周敬王十六年 )，吴王伐楚取番。春秋时番邑舆地。
- 前473年( 周元王三年 )，越勾践灭吴，并其地，番属越。
- 前306年( 周赧王九年 )，楚灭越，尽取故吴地，番又属楚(一说灭越在公元前334年、楚威王六年 )。
- 前224年( 秦王政二十三年 )，秦王剪伐楚，虏荆王负刍，又二年定楚、江南地，潘邑为秦地。[1]:47
- 秦始皇二十六年（前221），番邑设县，名番县。属九江郡。治所在今江西鄱阳县鄱阳镇[1]:54。